# Mercan Erzincan
Mercan Erzincan, geborene Mercan Şimşek (* 1976 in Divriği, Provinz Sivas), ist eine türkische Sängerin von türkischen Volksliedern (türkü) und Spielerin der Langhalslaute Saz (bağlama).

## Leben und Werk
Mercan Erzincan wurde in eine alevitische Familie in der zentralanatolischen Kleinstadt Divriği geboren. Im Jahr 1987 begann sie am Staatlichen Musikkonservatorium der Technischen Universität in Istanbul (İstanbul Teknik Üniversitesi) eine musikpädagogische Ausbildung, die sie 1998 mit einem Bachelor abschloss. Ein Jahr zuvor veröffentlichte sie noch unter ihrem Geburtsnamen Mercan Şimşek ihr erstes Album Alican'a Ağıt mit bağlama und Gesang auf dem von Arif Sağ gegründeten Label ASM („Arif Sağ Müzik“). Der türkisch-alevitische Musiker Arif Sağ (* 1945) gilt als einer der einflussreichsten bağlama-Spieler in der zweiten Hälfte des 20. Jahrhunderts, dessen Stil die nachfolgende Generation von bağlama-Spielern prägte. Die bağlama gilt für Aleviten als Symbol ihrer religiösen Identität. Danach absolvierte Erzincan bis 2005 ein Masterstudium in  türkischer Volksmusik (Türk halk müziği) an der Haliç Üniversitesi.
Erzincans 2006 erschienene Masterarbeit beschäftigt sich mit dem Verhältnis von türkischen Volksliedern (türkü) zu deren Aufführungspraxis mit spezifischen Musikinstrumenten und der kulturellen Rezeption, wenn Musiker Musikgattungen auf andere Musikinstrumente oder in andere Kontexte übertragen. Dies untersucht sie am Beispiel des westtürkischen Volkstanzstils Zeybek, der wie die meisten türkischen Völkstänze im Freien von der Kegeloboe zurna und der Zylindertrommel davul begleitet wird. In geschlossenen Räumen werden Zeybek-Tänze traditionell mit bağlama und der Stachelfiedel kabak-kemane aufgeführt. Verstärkeranlagen ermöglichen heute, Zeybek-Melodien auch im Freien mit Saiteninstrumenten zu spielen. Bei solchen kulturellen Übernahmen unterscheidet Erzincan eine „natürliche Anpassung“ (erfolgt spontan, das Werk bleibt in seinem Charakter erhalten) von einer „künstlerischen Anpassung“ (Bearbeitung des musikalischen Themas durch einen professionellen Musiker für sein eigenes Musikinstrument).
Mercan Erzincan ist seit dem Jahr 2000 mit dem Musiker und Sänger Erdal Erzincan (* 1971) verheiratet, auch er ein Schüler von Arif Sağ. In dessen Musikschule Erdal Erzincan Müzik Merkezi in Istanbul unterrichtete sie ab 1994 türkische Volksmusik und Saz. Seit 2010 unterrichtet Erzincan diese Fächer an der 2009 vom Nâzım-Hikmet-Kulturverein in Istanbul gegründeten Nâzım-Hikmet-Akademie für Musik, Literatur, Film und Theater. Erzincan hielt des Weiteren Vorträge über alevitische Volksmusik und die Tradition der Barden (aşık) und gestaltete Sendungen über türkische Volksmusik im Hörfunk (2002 Radyo Barış, 2003 Cem Radyo) und Fernsehen (2007 Düzgün TV).
Zu den Gattungen türkischer Volkslieder, die Erzincan vorträgt, gehören uzun hava („lange Melodie“), zeybek (Volkstanz), ağıt (Klagelied) und deyiş (alevitisches Lied). Mercan Erzincan tritt solistisch und im Duett mit Erdal Erzincan und anderen bağlama-Spielern und Sängern in der Türkei und im Ausland auf. Daneben gab sie auch Konzerte als Mitglied zweier Frauenensembles, die mit einem feministischen Ansatz Musik und Tanz verbinden: Sözümüz Var Şarkılarla („Worte mit Liedern“) ab 2007 und Kırk Yamalı Bohça ab 2008. Hinter Sözümüz Var Şarkılarla steht ein 2005 von der Musikerin und Sängerin Feryal Öney im Rahmen der Volksmusikvereinigung Folklor Kulübü (BÜFK) an der Istanbuler Boğaziçi Üniversitesi initiiertes Forschungsvorhaben, das von Frauen stammende Volkslieder (kadın ağzı türküler) sammeln und in Verbindung mit dem gesellschaftlich-kulturellen Umfeld der Frauen kategorisieren will.
Eine 2021 veröffentlichte CD-Kompilation enthält Stücke von 36 türkischen Volksmusikerinnen: Kadınlar Dünyayı Çalıyor Söylüyor („Frauen spielen und singen über die Welt“). Erzincans Beitrag dazu ist ein Beispiel für alevitische Volksmusik. Als Fortsetzung dieses Projekts kam 2022 ein von der Musikethnologin Özlem Doğuş Varli herausgegebener Sammelband mit demselben Titel heraus: Kadınlar Dünyayı Çalıyor / Söylüyor Kuramsal Yaklaşımlar ve Deneyimler Üzerine („Frauen spielen/singen über die Welt. Theoretische Annäherungen und Erfahrungen“). Mercan Erzincans Aufsatz handelt von „Bardinnen im anatolischen Alevitentum im Kontext des kulturellen Gedächtnisses und ihre Reflexion über die heutige alevitische Musik“.
Mercan und Erdal Erzincan haben einen Sohn.

## Diskografie

### Alben
- 1997: Alican’a Ağıt (ASM)
- 2002: Düslerim Yol Alir (Güvercin Müzik)
- 2008: Mihman (Güvercin Müzik)
- 2012: Seyir (İber Müzik)
- 2017: Gökkuşağı (Temkeş Müzik)

### Kollaborationen
- 2014: Gruppe: Oyalı Yazma mit Mercan Erzincan, Devrim Kaya und Buse Katılmış: Harran'dan Harput'a Meşk (Kalan Müzik)
- 2021: Titel 2: Mecnuna Donmusem auf dem Album: Kadınlar Dünyayı Çalıyor/Söylüyor (Lavanta)

### EPs
- 2020: Ümit Hep Var (Temkeş Müzik)
- 2021: Kuş Dili (Temkeş Müzik)
- 2023: Canfeza (Temkeş Müzik)

### Singles (Auswahl)
- 2014: Haber Getir Pirimden
- 2018: Darıldım (mit Erdal Erzincan)